# 一升ヶ森
一升ヶ森（いっしょうがもり）は、徳島県阿南市にある山である。標高は173.5m。

## 地理
阿南市橘町の字鵠から同市新野町へ抜ける東山トンネルの南方にある山。
山名の由来は、口碑によれば昔の大地震による津波によって橘湾一帯が全滅した折、山頂の一升分の土だけが津波の被害を受けなかったことに由来する。橘湾は津波の被害を受けやすいとされ、記録に残るだけでも、宝永4年や嘉永7年などに被害を受けている。
登山道は同市福井町湊、東山トンネルなどから通じる。